# Susan Moody
Pour les articles homonymes, voir Moody.
Susan Moody, principal nom de plume de Susan Elizabeth Horwood, née en 1940 à Oxford, est une femme de lettres britannique, auteure de roman policier.

## Biographie
Susan Moody grandi à Oxford puis vit en France où elle rencontre son premier mari. Ils déménagent au Tennessee où elle vit pendant 10 ans avant de retourner en Angleterre. Elle  épouse le professeur John Dalgleish Donaldson (en) en 2001, elle devint la belle-mère de ses quatre enfants, dont Mary Donaldson, reine consort Mary de Danemark.
En 1984, elle publie son premier roman policier, Penny Black. Ce roman sera classé 57e dans la liste britannique des cent meilleurs livres élaborée par la Crime Writers' Association.
Elle est une ancienne présidente de la Crime Writer's Association, a été présidente de l'Association internationale des écrivains criminels et est membre du Detection Club.

## Œuvre

### Romans signés Susan Moody

#### SériePenny Wanawake
- Penny Black (1984)
- Penny Dreadful (1984)
- Penny Post (1985)
- Penny Royal (1986)
- Penny Wise (1989)
- Penny Pinching (1989)
- Penny Saving (1990)

#### SérieCassie Swann
- Takeout Double (1993) (autre tire Death Takes a Hand)
- Grand Slam (1994)
- King of Hearts (1995)
- Doubled in Spades (1996)
- Sacrifice Bid (1997)
- Dummy Hand (1998)

#### SérieAlexandra Quick
- Quick and the Dead (2016)
- Quick off the Mark (2017)
- Quick on the Draw (2018)

#### Autres romans
- Playing with Fire (1990) (autre titre Mosaic)
- Hush-A-Bye (1991)
- House of Moons (1993)
- The Italian Garden (1994)
- Misselthwaite (1995)
- Falling Angel (1998)
- Return to the Secret Garden (1998)
- Losing Nicola (2011)
- Dancing in the Dark (2012)
- Loose Ends (2012)
- A Final Reckoning (2013)

#### Novellas
- A Village Affair (2017)

### Romans signé Susannah James
- Love Over Gold (1993)

### Romans signés Susan Madison
- The Colour of Hope (2000)
- The Hour of Separation (2002)
- Touching the Sky (2002)

## Prix et distinctions
Penny Black est classé 57ème dans la liste britannique des cent meilleurs livres élaborée par la Crime Writers' Association.

### Nomination
- Gold Dagger Award 1984 pour Penny Black[2]